# Simulium qingxilingense
Simulium qingxilingense es una especie de insecto del género Simulium, familia Simuliidae, orden Diptera.
Fue descrita científicamente por Cai & An, 2005.